# Elinore Stallworthy
Elinore "Nellie" Stallworthy (ur. 4 października 1977) – nowozelandzka judoczka.
Uczestniczka mistrzostw świata w 2001. Startowała w Pucharze Świata w 2001 i 2002. Zdobyła trzy medale mistrzostw Oceanii w latach 1996 - 2002. Mistrzyni kraju w 1997 i 2001 roku.